# Manufacture de faïence de Stralsund

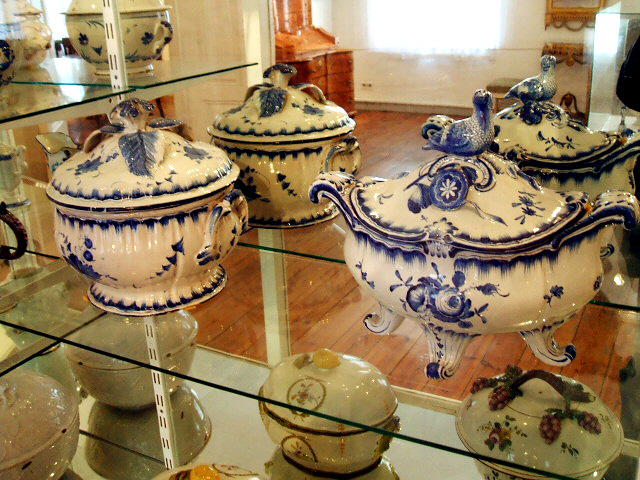
Pièces de faïence de style suédois et japonisant dans le musée de Stralsund

La manufacture de faïence de Stralsund (Stralsunder Fayencenmanufaktur) est une manufacture de faïence qui fut en activité à Stralsund en Allemagne de 1755 à 1792.

## Historique
La manufacture a été fondée par Joachim Ulrich Giese (1719-1780) qui en reçut la permission, par décision du conseil des bourgmestres de la ville, le 19 septembre 1755. Elle comprenait, en 1757, cinquante-sept ouvriers dont Johann Buchwald qui en sera plus tard le directeur avant de diriger celle de Stockelsdorf.

La manufacture était installée dans d'anciens ateliers de salaison de harengs. Johann Buchwald rachèta une manufacture suédoise de Marienberg et fit venir une quarantaine d'ouvriers supplémentaires à la fin des années 1760. La manufacture fut réputée dans tout le nord de l'Allemagne et la Baltique.
On trouve aujourd'hui nombre de pièces issues de la manufacture au musée Sainte-Anne de Lübeck, au musée de Stralsund, au musée régional de Poméranie à Greifswald, ainsi que dans les musées de Stockholm et de Copenhague.

## Source
- (de) Cet article est partiellement ou en totalité issu de l’article de Wikipédia en allemand intitulé « Stralsunder Fayencenmanufaktur » (voir la liste des auteurs).